# 阿拉伯人菲利普
阿拉伯人菲利普（204年—249年），全名马尔库斯·尤利乌斯·菲利普，生于叙利亚，早年参军追随皇帝戈尔迪安三世，244年成为罗马皇帝，249年同德西乌斯战斗中阵亡。德西乌斯在得到元老院承认后，成为新皇帝。
他的稱號「阿拉伯人」源自於他出生於今敘利亞舍赫巴，在當時屬於佩特拉阿拉伯行省，故得此稱號。

## 生平

### 早年
菲利普的早年生活并不清楚，他出生在叙利亚舍赫巴，父親為當地的市井小民，並且有阿拉伯人血統，曾以偷盗为生。在杰罗姆和亚历山大的优西比乌的著作中，菲利普是个秘密信众，也是罗马的第一个基督徒皇帝。历史学家普遍认为他仅仅同情基督教。

### 罗马皇帝

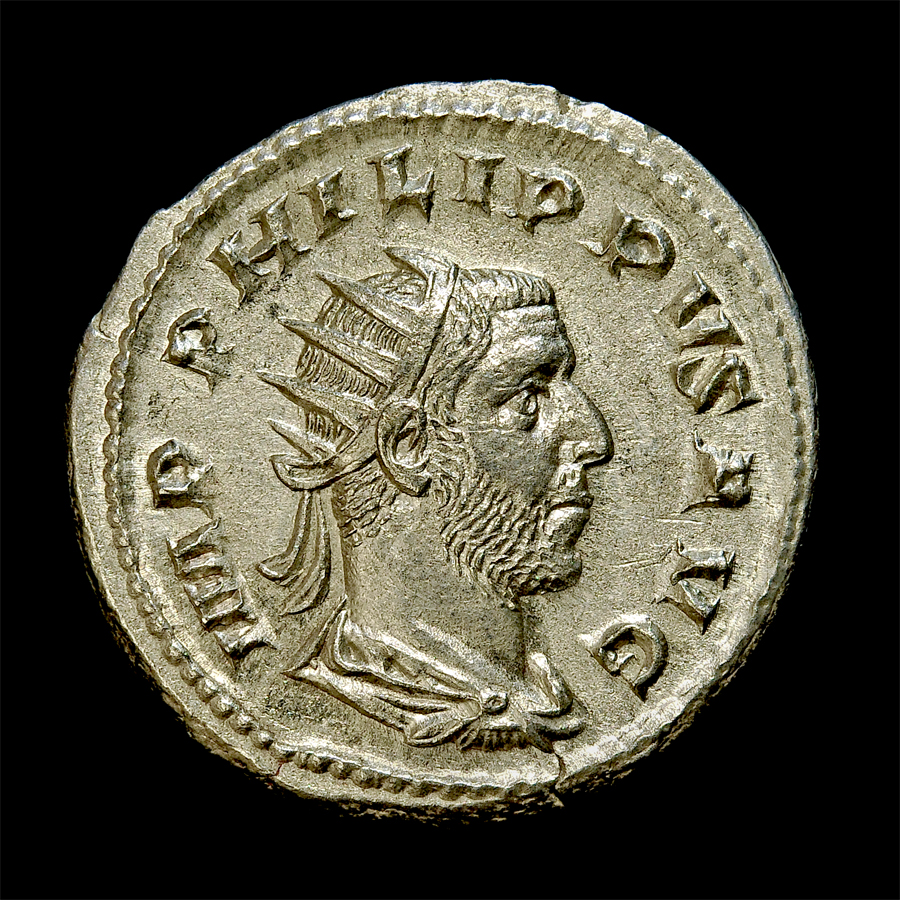
钱币上的阿拉伯的菲利普

243年，当上了皇帝戈尔迪安三世的近卫军长官。244年，戈尔迪安三世在与波斯的战争中死去，他自立为帝，并得到元老院的承认。同年，他将其子菲利普二世立为凯撒。
同许多在三世纪危机中的皇帝一样，菲利普也需要面对许多叛乱者，如帕卡提亚努斯（Tiberius Claudius Pacatianus）、西尔班那库斯（Marcus Silbannacus）和斯蓬西亚努斯（Sponsianus）等。也面临日耳曼人在潘诺尼亚和麦西亚的入侵。
248年，菲利普举办了罗马建城1000周年的庆典。虽然罗马建城1000周年的庆典举办得非常成功，但各地的反叛仍然接连不断。
248年，菲利普派德西乌斯前往默西亚平息帕卡提亚努斯的叛乱，德西乌斯成功地完成了任务，但是默西亚的军团却拥护德西乌斯为皇帝，据说德西乌斯身不由已才反叛了菲利普。德西乌斯攻入意大利。
在维罗纳附近，维罗纳战役爆发，菲利普战败阵亡。德西乌斯在随后得到元老院承认，成为新皇帝。